# 八鍬新之介
八鍬 新之介（やくわ しんのすけ、1981年 - ）は、日本の男性アニメ監督。北海道帯広市出身。

## 経歴・人物
帯広市立帯広第八中学校、北海道帯広柏葉高等学校、日本大学芸術学部放送学科を卒業。実母は帯広市教育委員会で教育長を務める八鍬祐子。実兄は劇作家・演出家の八鍬健之介。
原恵一監督作品に惹かれ、2005年にシンエイ動画へ入社。『ドラえもん (2005年のテレビアニメ)』制作班に配属され、テレビシリーズの制作進行を務める。
『映画ドラえもん のび太の恐竜2006』（2006年）ではテレビシリーズと平行する手伝いの形での参加だったが、劇中に登場する恐竜図鑑のイラストを一部手がけた。『映画ドラえもん のび太の新魔界大冒険 〜7人の魔法使い〜』（2007年）で正式に映画専属の制作となり、必要な資料の収集といった仕事を担当。『映画ドラえもん 新・のび太の宇宙開拓史』（2009年）では演出を務めた宮下新平の推薦で演出助手に抜擢される。コピーなどの業務を経て、宮下が見る形でDパートの演出を担当した。以降テレビシリーズで各話の絵コンテ・演出を担当するようになり、『映画ドラえもん 新・のび太の大魔境 〜ペコと5人の探検隊〜』（2014年）で長編映画の監督としてデビューする。以降、『映画ドラえもん 新・のび太の日本誕生』（2016年）では脚本と兼任で監督し、オリジナルとして『映画ドラえもん のび太の月面探査記』（2019年）を手がける。
テレビシリーズ『ドラえもん』の「夜行列車はぼくの家」などに見られる叙情溢れた演出でファンの評価も高く、八鍬は自身の持ち味について「せつなさを大事にしているんだなと、今回あらためて気がつきました」と話している。
2023年3月19日、黒柳徹子の自伝的小説『窓ぎわのトットちゃん』について、初の映像化作品としてアニメ映画の監督を務めることが発表され、同年12月8日に公開。2016年に企画され、2019年から本格始動。構想から7年の歳月を費やし製作された。2024年にアヌシー国際アニメーション映画祭の長編コンペティション部門に出品され、特別賞にあたるポール・グリモー賞を受賞した。

## 参加作品

### テレビアニメ
| 放映年   | タイトル                          | 役職                                                                                |
| -------- | --------------------------------- | ----------------------------------------------------------------------------------- |
| 2005年 - | ドラえもん (2005年のテレビアニメ) | 制作進行（2005年 - 2007年） ディレクター（2008年 - 2010年） 絵コンテ 演出 脚本 監督 |

### 劇場映画
| 上映年 | タイトル                                                | 役職                       |
| ------ | ------------------------------------------------------- | -------------------------- |
| 2006年 | 映画ドラえもん のび太の恐竜2006                         | 制作進行                   |
| 2007年 | 映画ドラえもん のび太の新魔界大冒険 〜7人の魔法使い〜   | 制作進行                   |
| 2008年 | 映画ドラえもん のび太と緑の巨人伝                       | 制作進行                   |
| 2009年 | 映画ドラえもん 新・のび太の宇宙開拓史                   | 演出助手                   |
| 2013年 | 映画ドラえもん のび太のひみつ道具博物館                 | おまけ映像                 |
| 2014年 | 映画ドラえもん 新・のび太の大魔境 〜ペコと5人の探検隊〜 | 監督・絵コンテ             |
| 2014年 | ドラえもん&チンプイ「エリ様 愛のプレゼント大作戦」      | 脚本・絵コンテ・演出       |
| 2015年 | 映画ドラえもん のび太の宇宙英雄記                       | おまけ映像                 |
| 2016年 | 映画ドラえもん 新・のび太の日本誕生                     | 監督・脚本・絵コンテ       |
| 2018年 | 映画ドラえもん のび太の宝島                             | おまけ映像                 |
| 2019年 | 映画ドラえもん のび太の月面探査記                       | 監督・絵コンテ             |
| 2023年 | 窓ぎわのトットちゃん                                    | 企画・監督・脚本・絵コンテ |

### webアニメ
| 配信年 | タイトル                                | 役職                             |
| ------ | --------------------------------------- | -------------------------------- |
| 2016年 | クレヨンしんちゃん外伝 おもちゃウォーズ | 監督・脚本・絵コンテ・劇中歌作詞 |

## 出演
| 年月日                   | タイトル                                                                  | 備考       |
| ------------------------ | ------------------------------------------------------------------------- | ---------- |
| 2016年3月21日            | 映画作りから学ぶまちづくり講演会                                          | 講演       |
| 2016年6月4日             | とやま映画祭                                                              | ゲスト登壇 |
| 2016年7月24日            | できる!が増える、夢発見プロジェクト                                       | 講演       |
| 2021年4月13日            | 林修の今でしょ!講座 プロが選ぶ!日本のアニメの歴史を変えたスゴいアニメ14   | VTR出演    |
| 2023年12月2日            | 徹子の部屋 映画『窓ぎわのトットちゃん』公開記念!徹子の部屋 特別編         | 出演       |
| 2023年 12月3日・12月12日 | はい!テレビ朝日です                                                       | 出演       |
| 2023年12月4日            | パンサー向井の＃ふらっと                                                  | 生出演     |
| 2024年4月6日             | NHKカルチャー 映画『窓ぎわのトットちゃん』 アニメ制作現場より、愛をこめて | 講演       |